# À la poursuite du bonheur (album)
Albums de M. Pokora
Mise à jour
(2010) À la poursuite du bonheur - Live à Bercy
(2013)
Singles
1. Juste un instant
Sortie : 30 janvier 2012
2. On est là
Sortie : avril 2012
3. Merci d'être
Sortie : 22 juin 2012
4. Envole-moi (En duo avec Tal)
Sortie : 22 octobre 2012
5. Si tu pars
Sortie : 19 novembre 2012

À la poursuite du bonheur est le cinquième album studio de M. Pokora, sorti le 19 mars 2012 en France.

## Genèse de l'album

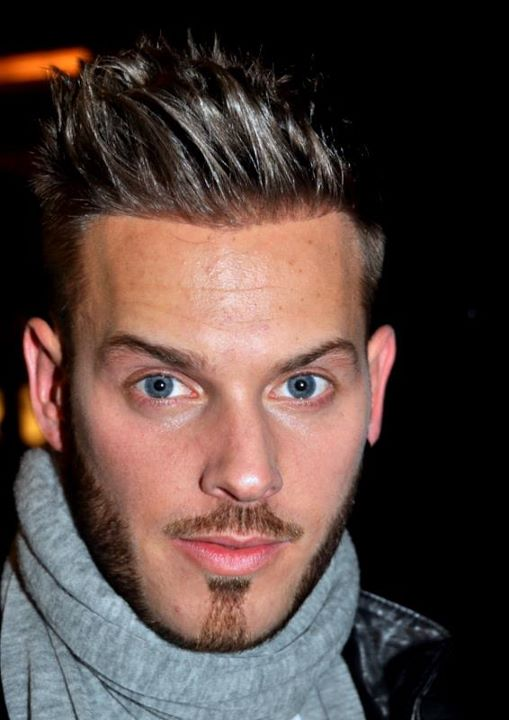
M.Pokora à la cérémonie des NRJ Music Awards 2012.

En novembre 2011, M.Pokora dévoile le dernier single En attendant la fin de son album Mise à jour (2010). Dès ce mois là, M.Pokora distille sur ses comptes Facebook et Twitter des informations sur l'enregistrement de son cinquième album studio. Le 1er janvier 2012, il dévoile dans une vidéo le nom de l'album.
Lors des NRJ Music Awards 2012, il est nommé dans les catégories Artiste masculin francophone de l'année et Chanson française de l'année avec cette fois si À nos actes manqués, il remporte les deux catégories. Peu de temps après, le chanteur dévoile le premier extrait de l'album Juste un instant (2012).

## Caractéristiques de l'album

### Écriture, réalisation des chansons
L'album se veut plus éclectique que les précédents albums avec une dominante pop orienté avec des inspirations de britpop, des tonalités de reggae, d'urban et certains titres tel que Danse sur ma musique plus « commercial »,.

## Promotion
Après la cérémonie des NRJ Music Awards 2012, le chanteur dévoile le premier extrait de l'album Juste un instant (2012).
Le 18 mai 2012, Pokora participe à l'émission d'Arthur sur TF1 Vendredi, tout est permis avec Arthur. Puis le 21 mai, il participe à l'enregistrement de l'émission Tout pour la musique en hommage à Michel Berger pour TF1 et diffusé le 8 juin. Puis le 26 mai 2012, il participe au NRJ Music Tour en Belgique à Braine-l'Alleud, où il interprète Juste un instant, À nos actes manqués et On est là. Puis le 28 mai 2012, Pokora interprète dans l'émission de l'animateur Sébastien Cauet C'Cauet sur la radio NRJ la chanson On est là. Au cours de la même émission, après un pari de se mettre nu lorsque le profil Facebook de l'émission de Cauet aura atteint son millionième fan. M. Pokora avec Keen'v, Kev Adams et les animateurs de l'émission se retrouvent entièrement nu sur le plateau de l'émission.
Le 21 juin, pour la Fête de la musique, il participe à l'émission Taratata de Nagui en direct de la Cité de Carcassonne.

## Accueil

### Accueil critique
Paula Haddad de Music Story regrette que d'un « R&B formaté de ses débuts » il soit passé à une « pop-variété tout aussi balisée, lancée par la reprise de A nos actes manqués ». Elle qualifie le premier single Juste un instant de « daté » et qu'il est « représentatif de l'ensemble » de l'album. Elle reconnait que l'album est « plus consistant que les précédents » mais qu'il comporte quand même des lapalissades. Elle apprécie que « globalement, la voix de Pokora est moins trafiquée » ce qui épargne « le son nasillard des machines » qu'elle reproche lors du précédent album,.

### Performances dans les hits-parades et ventes
À la poursuite du bonheur entre à la 2e place du classement de vente des albums en France. Il s'agit de la meilleure entrée pour un album de M. Pokora depuis la sortie de son deuxième album Player sorti en 2006 qui atteint la 1re place pendant deux semaines. La deuxième semaine, l'album perd deux places et se classe en 4e position. La semaine d'après, il reste du top 5 en se classant à la 5e place. Il atteint également la deuxième marche des ventes d'album en Belgique francophone et la 2e et non 12e ! en Suisse.
En France, l'album est vendu au premier trimestre 2012 à 55 297 exemplaires, le disque est alors certifié disque d'or. Puis début mai 2012, l'album est certifié disque de platine avec plus de 100 000 exemplaires vendus. L'album s'est vendu à plus de 340 000 exemplaires est certifié triple disque de platine.

## Classements
| Classement (2012)            | Meilleure position |
| ---------------------------- | ------------------ |
| Belgique (Wallonie Ultratop) | 2                  |
| France (SNEP)                | 1                  |
| Suisse (Schweizer Hitparade) | 12                 |

## Certifications
| Région                                                                                                 | Certification | Ventes/Streams |
| --- | ------------- | -------------- |
| Belgique (BEA)                                                                                         | Platine       | 20 000*        |
| France (SNEP)                                                                                          | 3 × Platine   | 300 000*       |
| *Ventes selon la certification ^Mise en rayon selon la certification xNon précisé par la certification |               |                |

## Fiche technique

### Liste des titres
| No  | Titre                | Auteur                                                                    | Producteur(s)                                                              | Durée |
| --- | -------------------- | ------------------------------------------------------------------------- | -------------------------------------------------------------------------- | ----- |
| 1.  | Juste un instant     | Soprano                                                                   | M. Pokora, Rachid Mir, Christian Dessart, Matthieu Mendès, Romain Caillard | 3:25  |
| 2.  | Cours                | M. Pokora, Bina, Matthieu Mendès, Tiery-F                                 | The Bionix                                                                 | 3:22  |
| 3.  | Mourir ce soir       | M. Pokora, Joe Rafaa, Jango Jack                                          | Matthieu Mendès, Joe Rafaa                                                 | 4:03  |
| 4.  | Le temps qu'il faut  | Corneille, Marco Volcy                                                    | Corneille, Sofia de Medeiros                                               | 3:37  |
| 5.  | Encore + fort        | M. Pokora, Michel Marteen, The Bionix                                     | Mr.Cue                                                                     | 3:04  |
| 6.  | Chacun               | Julien Comblat, Pierre Comblat, Samir Ben Messaoud                        | Julien Comblat                                                             | 3:31  |
| 7.  | Reste comme tu es    | M. Pokora, Bina, Matthieu Mendès                                          | Matthieu Mendès                                                            | 3:37  |
| 8.  | Si tu pars           | M. Pokora, Bina, Matthieu Mendès                                          | Matthieu Mendès                                                            | 3:43  |
| 9.  | Sauve-toi            | M. Pokora, Davide Esposito, Bina                                          | Matthieu Mendès                                                            | 3:23  |
| 10. | Danse sur ma musique | Brisk Fingaz, Gee Futuristic, Christian Fleps, Francisco [FR], Jango Jack | Brisk Fingaz, Gee Futuristic, Christian Fleps, Francisco [FR]              | 3:09  |
| 11. | Mes rêveurs          | M. Pokora, Romain Caillard, Jango Jack                                    | The Bionix                                                                 | 3:20  |
| 12. | Mon évidence         | M. Pokora, Bina, Matthieu Mendès                                          | Matthieu Mendès                                                            | 4:01  |
| 13. | On est là            | Corneille, M. Pokora, Matthieu Mendès, Fred Château                       | Asdorve                                                                    | 3:06  |
| 14. | Merci d'être         | M. Pokora, Bina, Fred Château                                             | Asdorve, Antoine Angelelli                                                 | 3:33  |
| 15. | Ma poupée            | M. Pokora, Olivier Reine, Michel Marteen                                  | Julien Comblat                                                             | 3:18  |

| 16. | Envole moi (En duo avec Tal) | Jean-Jacques Goldman                                    | Track Invaders                            |      |
| 17. | Je voudrais vous dire        | Asdorve, Bina, M. Pokora                                | Antoine Angelelli, Fred "Asdorve" Château | 3:36 |
| 18. | Plus haut                    | Indila, Younes, Joe Rafaa                               | Matthieu Mendès                           | 3:34 |
| 19. | Je serai là                  | Christian Dessart, M. Pokora, Rachid Mir, Yohann Malory | The Bionix                                |      |
| 20. | Hallelujah                   | Leonard Cohen                                           | Pierre Clément                            | 4:35 |

### Crédits et personnels
Les crédits sont adaptés depuis Discogs

#### Crédits artistiques
- Chant : M. Pokora

#### Personnels
- Enregistré par : The Bionix (2), Corneille (4), Marco Volcy (4), Frédéric Château (12 et 13), Ludovick Tartavel (13) et Julien Comblat (14)
- Mixage : Véronica Ferraro
- Mastering : Bruno Gruel au studio Elektra Mastering

## Sorties
- France : 19 mars 2012